# Чирпанско македонско благотворително братство
Чирпанското македонско благотворително братство е организация на бежанците от областта Македония, установили се в Чирпан, България.

## История
На Първия македонски конгрес, провел се в София на 19 – 28 март 1895 година, е основана Македонската организация, която бързо започва да образува клонове в цялата страна. Основано е и дружество в Пещера, което участва активно в дейността на Организацията. На Петия конгрес от 26 до 29 юли 1898 година делегат е Димитър Георгиев, на Седмия конгрес от 30 юли до 5 август 1900 година делегат е отново Димитър Георгиев и на Осмия конгрес от 4 до 7 април 1901 година делегат е Христо Кочев.
След Първата световна война дружеството е възстановено като благотворително братство, част от Съюза на македонските емигрантски организации.